# Castro (Laza)
Castro (llamada oficialmente San Pedro do Castro de Laza) es una parroquia y un lugar del municipio español de Laza, en la provincia de Orense, Galicia. Al igual que en la cabeza del municipio, Laza, se celebra el ancestral carnaval, el entroido.

## Toponimia
La parroquia también es conocida por el nombre de San Pedro de Castro.

## Geografía

### Geografía política
- Desde el punto de vista administrativo, Castro (de Laza) (oficialmente, en gallego, O Castro) es una aldea de la parroquia de San Pedro de Castro (de Laza), en el municipio de Laza, comarca de Verín, provincia de Orense, en la comunidad autónoma de Galicia.
- Desde el punto de vista judicial, pertenece al partido judicial de Verín.
- Desde el punto de vista religioso, la parroquia de San Pedro de Laza pertenece al arciprestazgo de Verín, en la diócesis de Orense,[7] que es sede sufragánea del arzobispado de Santiago de Compostela.

### Organización territorial
La parroquia está formada por ocho entidades de población:
- Carraxoó
- O Castro
- Correchouso
- O Navallo
- Naveaus
- Soutelo Verde
- Tamicelas
- Vilameá

## Demografía

### Parroquia
| Gráfica de evolución demográfica de Castro (parroquia) entre 2000 y 2022 |
|                                                                          |
| Datos según el nomenclátor publicado por el INE.                         |

### Lugar
| Gráfica de evolución demográfica de O Castro (lugar) entre 2000 y 2022 |
|                                                                        |
| Datos según el nomenclátor publicado por el INE.                       |

## Cultura

### Gallego
El dialecto gallego hablado en la parroquia es gallego central. Según la clasificación de F. Fernández Rei en su libro Dialectoloxía da lingua galega, las hablas del municipio de Laza pertenecerían, por orden de mayor a menor, a los siguientes dialectos: gallego central → área lucu-auriensis → subárea auriensis → micro subárea del alto Limia. El «micro subárea del alto Limia» incluye las poblaciones de Laza, Ginzo de Limia y Cualedro, pero no las de Verín, que, dentro del bloque central, pertenece al «área transicional oriental».

### Entroido

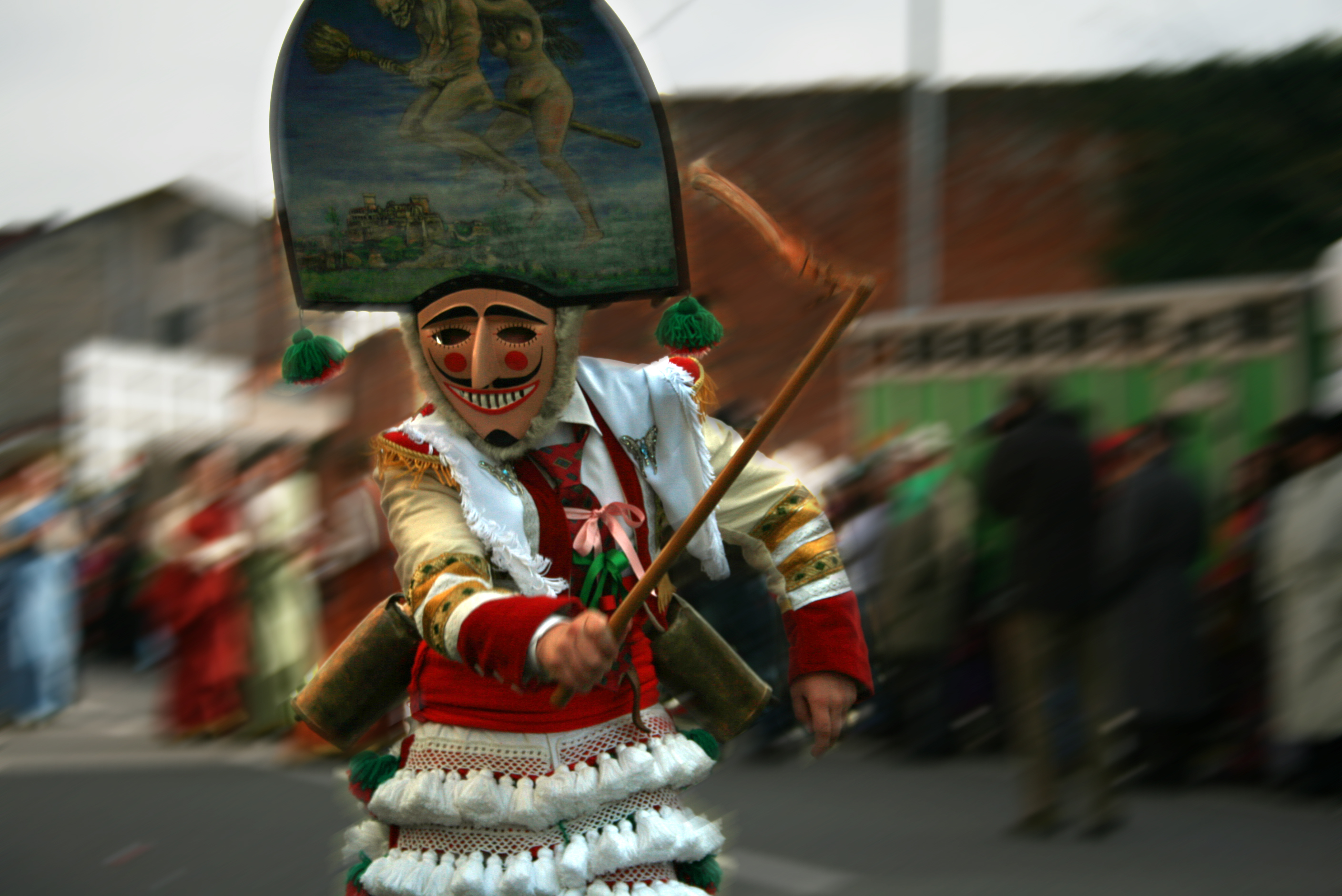
Peliqueiro.

Al igual que en el carnaval de Laza, aunque de dimensiones mucho menores, en Soutelo Verde también se celebra el entroido de forma similar. El domingo anterior al Miércoles de Ceniza salen los peliqueiros a recorrer el pueblo, vestidos con sus trajes característicos, seis cencerros en la cintura, que hacen sonar a la vez con su andar rítmico, y una máscara pintada que cubre completamente la cara y un látigo en la mano, para apartar de su camino a los que no se den por aludidos. La mañana del lunes de realiza la farrapada, una batalla de todos contra todos, en la que se utilizan trapos manchados de barro. Una vez terminada, los participantes se nutren con la tradicional bica, licor de café, bandullo o mondongo con cachelos y grelos, cocido con lacón, chorizo, orellas y cachucha.

### Gastronomía
- Bica blanca: especialidad local que no se encuentra fuera del municipio y solo se fabrica en tres panaderías de Laza. Es una bica realizada con harina, nata de leche de vaca, azúcar y clara de huevo. El dulce se come sobre todo durante el entroido.[8][9]
- Xastré: es un licor casero de color verde elaborado con aguardiente, azúcar y hierbas.[10] Se hace con ocho tipos de hierbas distintos que se ponen a macerar en aguardiente floja durante 20 días. Su fabricación es muy laboriosa, por lo que no se vende de forma comercial.[9]

## Monumentos y Patrimonio

### Iglesia de San Pedro de Castro de Laza
Iglesia originariamente del siglo XVI, aunque el edificio actual es barroco, de entre 1635 y 1795. Iglesia de una nave con dos arcos cubiertos por un artesonado. La fachada presenta una hornacina con estatua sedente de San Pedro de estilo neoclásico. En el interior se encuentra un espectacular retablo barroco.

### Otros lugares de interés

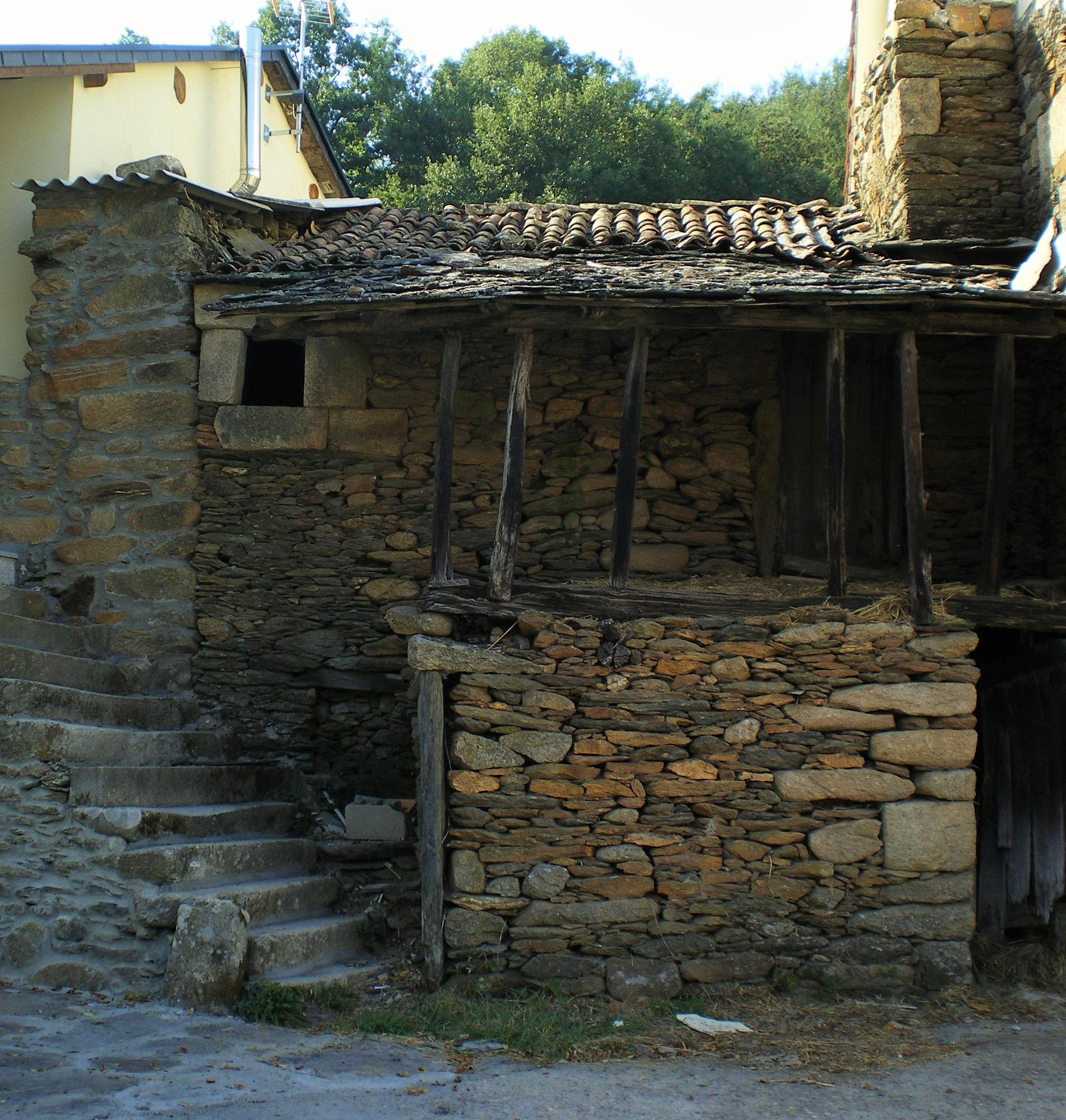
Ejemplo de casa rural de estilo popular de la zona. En este caso, en Soutelo Verde.

- Casa Rectoral de Castro: casa tradicional de estilo popular de 500 m² de planta. Gran chimenea de piedra sobre la puerta, sobre la que se puede ver a un San Pedro con llaves y tiara.[12]
- Capilla de San Martín de Soutelo Verde: edificio rectangular de estilo popular del siglo XIX. De la fachada surge una espadaña con una campana.[13][12] Adosado a la capilla hay un peto de ánimas construido en 1813.[14]
- Capilla de la Asunción de Tamicelas: pequeña capilla rectangular de nave única del siglo XIII de estilo barroco gallego. Puerta arquitrabada sobre la que se encuentra un pequeño óculo y sobre este una hornacina con figura. Fachada rematada con espadaña de un arco.[15][16]
- Capilla de Santa Lucía de Villameá: pequeña capilla rectangular de estilo popular, del siglo XIX. Posee atrio en la portada con bancos de piedra.[15]
- Hay también diversos pequeños molinos de piedra, de estilo popular, conservados.[15]